# Leonid Hurwicz
Leonid "Leo" Hurwicz (sinh 21 tháng 8 năm 1917 – mất 24 tháng 6 năm 2008) Giáo sư kinh tế danh dự, ủy viên hội đồng quản trị Đại học Minnesota. Ông khởi xướng sự phát triển của lý thuyết thiết kế cơ chế được sử dụng trong kinh tế học, khoa học chính trị và khoa học xã hội; ông cũng là một người tiên phong trong việc ứng dụng lý thuyết trò chơi cho kinh tế học. Nhờ cống hiến đó, ông đã được tặng Giải Nobel Kinh tế năm 2007, và trở thành người nhận giải lớn tuổi nhất trong số những người đã đoạt Giải Nobel.
Hurwicz nhận chung giải Nobel Kinh tế với Eric Maskin và Roger Myerson, những người làm cho tác phẩm của ông tinh tế hơn trong các kỹ thuật phân tích các thị trường bất hoàn hảo. Tác phẩm của họ được sử dụng để tìm ra "cách phân bổ hiệu quả nhất các tài nguyên với những thông tin sẵn có, bao gồm các động cơ của những người có liên quan".

## Tiểu sử
Hurwicz sinh năm 1917 trong một gia đình Do Thái từ Ba Lan, họ là những người tị nạn Chiến tranh thế giới thứ nhất từ Vương quốc Lập hiến Ba Lan dời đến Moskva, vài tháng trước cuộc Cách mạng tháng Mười. Ngay sau đó, gia đình ông đã quay lại Warszawa, Ba Lan. Năm 1938, ông đã nhận bằng LL.M. tại Đại học Warszawa. Năm 1939, ông đã học tại Trường Kinh tế London, sau đó đến Genève. Sau khi Chiến tranh thế giới thứ hai bắt đầu, ông bị buộc dời đến Bồ Đào Nha, và cuối cùng đến Hoa Kỳ. Ông đã tiếp tục học tại Đại học Harvard và Đại học Chicago. Cha mẹ và em trai ông đã chạy đến Warszawa, và bị bắt và đưa đến các trại lao động Liên Xô.
Hurwicz và vợ Evelyn (sinh 3 tháng 10 năm 1921) sống ở nam Minneapolis, Minnesota, Hoa Kỳ. Họ có bốn con: Sarah, Michael, Ruth và Maxim.